# احنف بن قیس
ابوبحر صخر بن قیس بن معاویه تمیمی (در بعضی منابع به اشتباه ضحاک)معروف به اَحْنَف بْن قِیْس یکی از بزرگان با اصل و نسب قبیله تمیم در بصره و از فرماندهان اعراب بود.

## نسب
وی از طرف پدر از تیره مره بن عبید و از طرف مادر قبیله باهلی به نام عود بن معن بوده است. احنف قبل از اسلام متولد گردید و احتمالاً پدرش را در سنین کودکی از دست داد. پدرش را قبیله بنی مازن کشتند. احنف از بدو تولد معلولیتی داشت و پاهایش کج بودند. لقب احنف نیز به همین علت به وی داده شده است. او همچنین معلولیتهای دیگری نیز داشته است.

## پس از اسلام آوردن
قبیله بنی تمیم درجا پاسخ مثبت به دعوت محمد ندادند و احنف باعث و بانی گرویدن تمیمیان به اسلام بود. ابن عبدالبر به خاطر این که احنف در زمان محمد زندگی کرده، وی را در زمره اصحاب به شمار می‌آورد، حال آنکه اکثر مورخین وی را به خاطر اینکه با محمد دیدار نداشته، وی را جزو تابعین می‌دانند. او لیاقت خود را به عمر نشان داد و از اولین ساکنان بصره بود که سخنگو و رهبر قبیله بنی تمیم گردید و از نخبگان فکری، مذهبی و سیاسی شهر بصره محسوب می‌گشت.
وی تحت امر ابوموسی اشعری در سالهای ۲۳ هجری/۶۴۴ میلادی و ۲۹ هجری/۵۰–۶۴۹ میلادی در فتح شهرهای قم، کاشان و اصفهان حضور برجسته داشت. پس از آن از فرماندهان ارشد عبدالله بن عامر گشت و تحت فرمان وی شهرهای قهستان، هرات، مرو، مروالروذ و نواحی دیگر را گشود. در نزدیکی مرو الروذ بناهایی به نام قصر احنف و رستاق احنف نیز وجود دارد. او همچنین سپاه خود را به طرف دشتهای طخارستان برد تا از مقاومتهای یزدگرد سوم در مقابل مسلمانان جلوگیری کند. وی مدتی والی خراسان بود و پس از آن دوباره به بصره بازگشت و به عنوان رهبر بنی تمیم نقشهای سیاسی مهمی داشت.
احنف گرچه در جنگ جمل موضع بی‌طرفی اختیار کرده بود، اما در سال بعد برای علی در جنگ صفین جنگید. از آن به بعد، احنف خود را درگیر امور سیاسی محلی کرد، اما بنی امیه که از نفوذ وی آگاه بودند، در مشکلات سیاسی با وی مشورت می‌نمودند و این باعث شد که وی در مسئله جانشینی معاویه نیز اظهار نظر کند.
در بصره دشمنی پنهانی بین تیره بکر بن وائل از قبیله ربیعه و تیره مضر از قبیله بنی تمیم وجود داشت. احنف توانست با زیرکی از خونریزی بین دو قبیله جلوگیری کند، اما نتوانست آتش دشمنی بین این دو را کاملاً خاموش کند. پس از مرگ یزید در ۶۴ هجری/۶۸۳ میلادی، شورشی در بصره به وجود آمد و عبیدالله بن زیاد، یکی از سران ازد به نام عمرو بن مسعود اتقی را به حکومت بصره گماشت. اما عمرو مدتی کوتاه پس از آن کشته شد. ازدیان با بکریان و عبدالقیس بر ضد بنی تمیم متحد گردیدند. احنف سیاستی میانه رو در برخورد با ازدیان در پیش گرفت. چند ماه اوضاع در بصره مغشوش بود تا اینکه احنف حاضر شد با ازدیان کنار بیاید و بخشی از سرمایه اش را به عنوان غرامت در برابر قربانیان ازد به ازدیان بپردازد. پس از اینکه امنیت در بصره برقرار گردید، احنف کوشید تا قبایل بصره را علیه خوارج (دشمن اکثر بصریان) که بصره را تهدید می‌نمودند، متحد سازد. در سال ۶۵ هجری/۵–۶۸۴ میلادی، احنف پیشنهاد داد که مهلب ازدی باید فرمان لشکر کشی به ازرقیان را قبول کند (چنان‌که افکار عمومی بصره نیز مایل به این موضوع بودند). در سال ۶۷ هجری/۷–۶۸۷ میلادی، مختار هوادارانی از بصره برای خود فراهم نمود، اما احنف در مقابل شیعیان بصره ایستاد و هواداران مختار از بصره بیرون راند. پس از آن احنف فرماندهی بخش بنی تمیم از سپاه احتمالی بصره تحت امر مصعب بن زبیر را برعهده داشت که به سمت کوفه و به قصد جنگ با مختار لشکر کشی کردند. احنف در این ایام بود که در سن کهولت درگذشت.

## شخصیت احنف
گرچه احنف درگذشت، اما یاد او مدتها در بنی تمیم به عنوان یکی از برجسته‌ترین رهبران این قبیله، زنده نگه داشته می‌شد. وی شعر می‌سرود. اما بیشتر به خاطر هوش و ذکاوتش شهرت یافته است که این مهم از سخنان قصار و پندهایی که از وی نقل شده و به ما رسیده، هویدا است. بعضی از این کلمات به صورت ضرب‌المثل درآمده است. ذکاوت احنف در حدی بود که با ذکاوت و زیرکی معاویه قیاس می‌گشت. این مهم به صورت مثل زیرک‌تر از احنف بیان می‌شود. در تاریخ بیهقی نیز از احنف به عنوان نمونه‌ حِلم و ذکاوت یاد می‌شود؛ جایی که نصر احمد سامانی تغییر کرده بود و شرارت و زعارت از وی رفته بود، تاریخ بیهقی می‌نویسد «و یک‌سال برین برآمد، نصر، احنف‌ قیسِ دیگر شده بود در حِلم، چنانکه بدو مثل زدند و اخلاق ناستوده به یکبار از وی دور شده بود».
علی بیات معتقد است، بر خلاف نظر اکثر نویسندگان شیعه که احنف را شیعی و از اصحاب علی می‌دانند، احنف شخصیتی منفعت طلب داشته و بیشتر از آنکه پیرو یک مکتب فکری باشد به مصالح خود می‌اندیشیده است و کناره گیری از جمل، شرکت در صفین، بیعت با معاویه و پیروی از عبیدالله بن زیاد و یاری نکردن حسین، حتی به روایتی بیعت با یزید و پیوستن به آل زبیر بر ضد مختار را دلیلی بر این مدعا می‌داند.

### احنف و نقل حدیث
احنف از اشخاصی مانند عمر، عثمان، علی، عبدالله بن مسعود، ابوذر غفاری و عباس بن عبدالمطلب حدیث نقل کرده و راویانی مانند حسن بصری، عروة بن زبیر، ابوادریس بصریی و مالک بن دینار به نقل حدیث از احنف پرداخته‌اند.